# قائمة كهوف الجزائر
يوجد في الجزائر العديد من الكهوف الطبيعية. معظم هذه الكهوف عبارة عن كهوف كارستية والباقي كهوف بركانية (أنابيب الحمم البركانية). كانت هذه الكهوف أيضًا ملاجئ ومساكن الأولى للبشرانيات والبشر في العصر الحجري.
لكلمة كهف مرادف بالعربية الجزائرية وهي: «غار» أو «كاف» وباللغات الأمازيغية، ولا سيما في القبائل، «أنو».

## قائمة الكهوف في الجزائر
* القائمة لا تشمل جميع الكهوف.
| اسم             | الولاية         | المنطقة أو البلدية | صورة                                           |
| --------------- | --------------- | ------------------ | ---------------------------------------------- |
| أنو افليس       | ولاية البويرة   |                    |                                                |
| أنو بوسويل      | ولاية البويرة   |                    |                                                |
| أنو عشرة ليمون  | ولاية البويرة   |                    |                                                |
| الكهوف العجيبة  | ولاية جيجل      | زيامة منصورية      |                                                |
| عين الطيبة      | ولاية ورقلة     |                    |                                                |
| غار بومعزة      | ولاية تلمسان    | سبدو               |                                                |
| كهوف قلدمان     | ولاية بجاية     | بوحمزة             |                                                |
| مغارات سوق الحد | ولاية بومرداس   | سوق الحد           |                                                |
| مغارة أفالو     | ولاية بجاية     | بلدية ملبو         |                                                |
| مغارة أقريون    | ولاية بجاية     |                    |                                                |
| مغارة أوقاس     | ولاية بجاية     | أوقاس              |                                                |
| مغارة ابن خلدون | ولاية تيارت     | فرندة              |                                                |
| مغارة بني عاد   | ولاية تلمسان    | عين فزة            | Les grottes féériques de Beni Add, en Algérie. |
| مغارة سرفانتاس  | الجزائر العاصمة | بلوزداد            |                                                |